# ليتيشيا دوديل روس
ليتيشيا دوديل روس (بالإنجليزية: Letitia Dowdell Ross) (1866 – 1952) كانت مُربية وناشطة أمريكية بارزة في مجالات التعليم والدين والخدمة الاجتماعية، حيث ارتبط اسمها بعدد من القضايا الخيرية والوطنية خلال النصف الأول من القرن العشرين في الولايات المتحدة.

## الحياة المهنية والنشاط العام
انخرطت روس في التعليم منذ وقت مبكر من حياتها، وكانت على صلة وثيقة بالحركات الفكرية والعلمية الرائدة في زمانها، خصوصًا تلك التي ركّزت على تعليم المرأة وتوسيع مشاركتها في الحياة العامة.

## المناصب القيادية
تولت روس عددًا من المناصب القيادية في منظمات نسائية بارزة، حيث شغلت منصب رئيسة فرع ولاية ألاباما في منظمة بنات الكونفدرالية (United Daughters of the Confederacy)، وهي منظمة تراثية أنشئت للحفاظ على ذكرى الجنود الكونفدراليين خلال الحرب الأهلية الأمريكية.
كما كانت روس رئيسة اتحاد نوادي نساء ألاباما (Alabama Federation of Women's Clubs)، وهو اتحاد يهتم بدعم التعليم والأعمال الخيرية وقضايا المرأة.

## النشاط الاجتماعي والديني
عُرفت روس بمساهماتها في تعزيز العمل الخيري والروحي، حيث دعمت مبادرات دينية وتعليمية على مستوى الولاية، وأسهمت في مشاريع بناء مدارس ومراكز اجتماعية في المجتمعات الريفية.

## الإرث
تُعد ليتيشيا دوديل روس من الشخصيات النسائية المؤثرة في تاريخ ولاية ألاباما، حيث كرّست حياتها لتعزيز التعليم والعمل الخيري وتمكين المرأة، وتركت أثرًا في المؤسسات التي تولت قيادتها.